# 巴特勒維爾 (印地安納州)
巴特勒維爾（英語：Butlerville）是位於美國印地安納州詹寧斯縣的一個人口普查指定地區。

## 人口
根據2010年美國人口普查的數據，巴特勒維爾的面積為0.98平方千米，當中陸地面積為0.98平方千米，而水域面積為0.00平方千米。當地共有人口282人，而人口密度為每平方千米287.76人。